# Latouchia japonica
Latouchia japonica är en spindelart som beskrevs av Embrik Strand 1910. Latouchia japonica ingår i släktet Latouchia och familjen Ctenizidae. Inga underarter finns listade i Catalogue of Life.